# سرخيو بادييا
سرخيو باديّا (بالإسبانية: Sergio Badilla Castillo) شاعر وكاتب وأكاديمي من تشيلي، ولد في فالبارايسو في عام 1947. هو مؤسس تيار الحركة الانتقالية الشعرية والداعي للحركة ذاتها في الشعر الحديث.

## حياته
شارك في مجموعات فنيّة مختلفة، وحاز جوائز أدبيّة عديدة. بعد الانقلاب الّذي ترأسّه پينوشيه في العام 1973 تمّ اعتقال سيرخيو بادييا حيث واجه صنوفًا من التّعذيب، ثمّ نفي إلى الأرجنتين. وفي الأرجنتين قضى سنة واحدة فقط حيث حدث انقلاب آخر في الأرجنتين وسيطرت على الحكم طغمة يمينيّة بدأت تلاحق اللاّجئين السّياسيّين، فانتقل سيرخيو بادييا إلى رومانيا، ومن هناك إلى السّويد. وبعد سنوات من الحياة في المنفي، عاد إلى وطنه بعد انتهاء عهد پينوشيه. له مؤلّفات شعريّة عديدة، بالإضافة إلى مسرحيّات وكتابات أخرى. ترجمت أشعاره إلى لغات عديدة. يعيش سيرخيو بادييا ويعمل في سانتياغو في تشيلي.